# 大肚區
24°09′13″N 120°32′27″E / 24.15366°N 120.54096°E
大肚區，舊稱「大肚社」，前身「大肚鄉」，位於臺灣臺中市西南角，清水平原南邊，大肚山山麓西南面，追分車站、磺溪書院為主要的觀光景點。

## 歷史
- 新石器時代，有營埔文化。
- 荷治時期：巴布拉族大肚社（Dorida）含大肚南社、大肚中社、大肚北社。其地理範圍主要在今大肚區境，北邊並及龍井區南部，東到烏日區西部，甚至可能及於臺中市區南境。
- 17世紀，臺灣原住民的巴布拉族與貓霧捒族、巴則海族、洪雅族、道卡斯族已建立大肚王國，其君主為大肚王。

- 1697年，郁永河所著之《裨海紀遊》記載：「過阿束社，至大肚社，一路大小積石，車行其上，終日蹭蹬殊困，加以林莽荒穢，宿草沒肩。」
- 1732年，大肚王國滅亡。
- 1885年臺灣建立行省，設大肚下堡（範圍接近今日之大肚區及部分龍井區、烏日區）。
- 1887年，磺溪書院建成，是為大肚國小之前身。
- 1920年，設臺中州大甲郡大肚。
- 1926年，為抗議日本退休官員強占民地，趙港在大肚庄成立了大甲農民組合，後來與簡吉創組臺灣農民組合，為臺灣農民運動之先驅。
- 1945年中華民國政府接收臺灣總督府轄區後，改為臺中縣大甲區大肚鄉。
- 1950年底廢區署後，改為臺中縣大肚鄉。
- 1959年發生八七水災，原本於大肚流入臺灣海峽的大肚溪因此改道至今日的位置，成為今臺中市、彰化縣界河。
- 2010年12月25日，配合臺中縣市合併升格，大肚鄉改制為「大肚區」[2]。

## 地理

### 位置
大肚區位於臺中市西南角，清水平原的南邊:9，北鄰龍井區，東接南屯、烏日兩區，西、南兩側隔大肚溪與彰化縣彰化市、和美鎮、伸港鄉相連:10。

### 人口
根據臺中市政府民政局統計，2024年底大肚區戶數約2萬戶，人口約5.6萬人，區內人口最多與最少的里分別是頂街里與永和里，2024年底兩里人口分別為9,032人與875人。

## 政治

### 歷任首長
鄉長
- 1-3何文謙
- 4-5黃旗艦
- 6-7楊敏男
- 8-9林振祥
- 10-11陳榮懷
- 12-13紀國棟
- 14-15林汝洲

區長
- 王淑貞
- 陳嘉榮
- 白峨嵋
- 楊明坤

### 區政組織

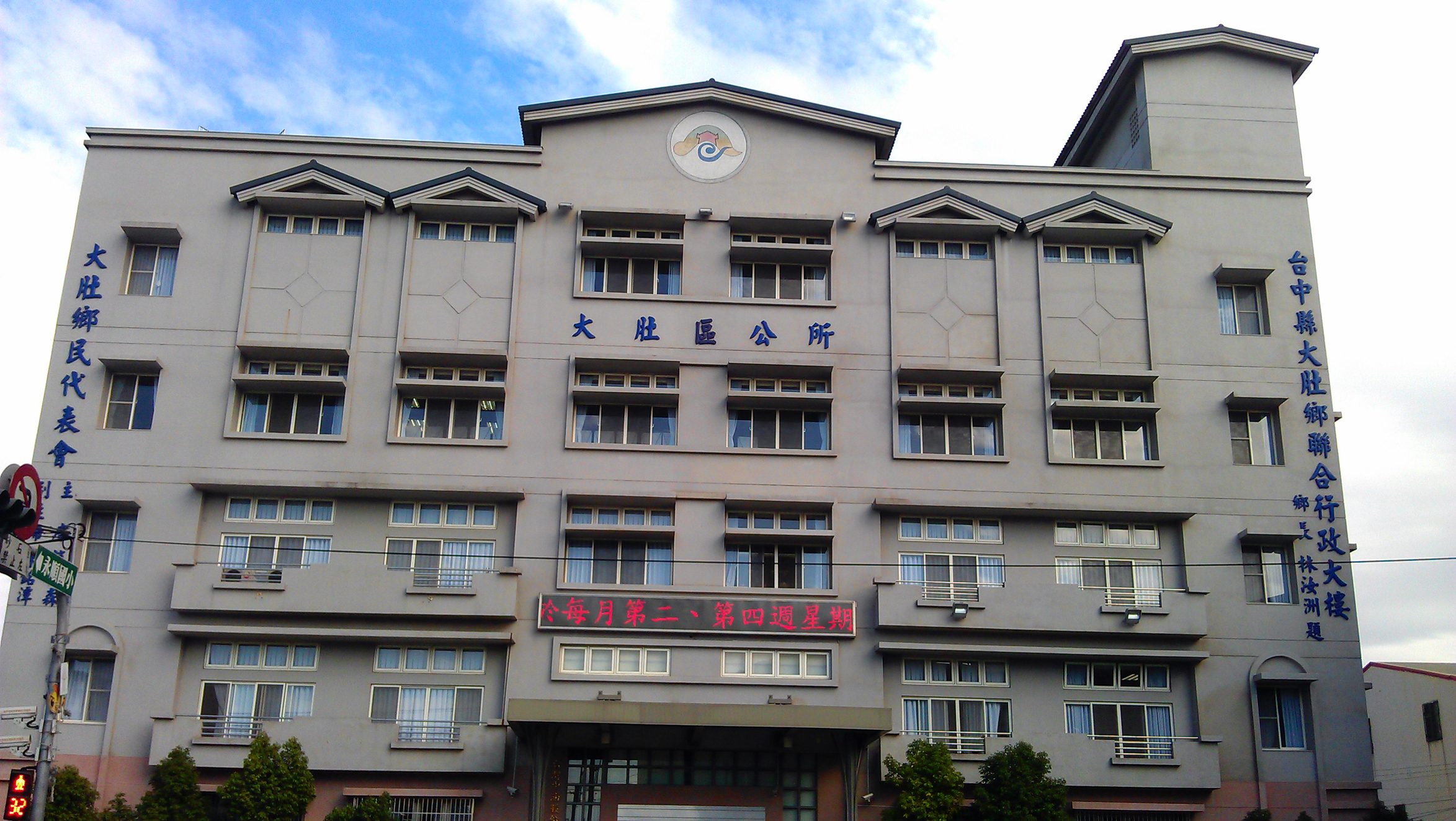
大肚區公所

大肚區公所是臺中市政府在大肚區的派出機關，在中華民國政府架構中為市政府綜理區政的執行機關，上級業務監督機關為臺中市政府。区长由市長任命，其任期為無任期保障。在區長及主任秘書之下，設有5課4室等9個內部單位。

### 行政區
現今大肚區行政範圍的確立，來自於1920年，日本將臺灣十二廳改為五州二廳，設大肚庄屬臺中州大甲郡:279、285。大肚庄轄王田、社腳、大肚、汴子頭、井子頭等5個大字:287－288。1945年12月21日，改為「大肚鄉」，屬臺中縣大甲區:285。1950年，裁撤區署，大肚鄉改直隸於臺中縣:285、290。2010年12月25日，臺中縣市合併改制為直轄市，大肚鄉改制為市轄區「大肚區」，隸屬臺中市。
大肚區共轄17里，其行政區域分布情形為：
| 大肚區行政區劃 |        |      |        |      |        |      |        |
|                |        |      |        |      |        |      |        |
| 編號           | 里名   | 編號 | 里名   | 編號 | 里名   | 編號 | 里名   |
| 1              | 自強里 | 2    | 蔗廍里 | 3    | 瑞井   | 4    | 山陽里 |
| 5              | 成功里 | 6    | 永順里 | 7    | 磺溪里 | 8    | 永和里 |
| 9              | 大肚   | 10   | 頂街里 | 11   | 大東里 | 12   | 新興里 |
| 13             | 社腳里 | 14   | 營埔里 | 15   | 福山里 | 16   | 王田里 |
| 17             | 中和里 |      |        |      |        |      |        |

### 警政治安
大肚區的治安由臺中市政府警察局烏日分局負責，在區內設有大肚分駐所、追分派出所及瑞井派出所。

### 選舉
大肚區與沙鹿區、龍井區、烏日區及霧峰區劃分為臺中市第二選舉區，現任立委是顏寬恒。

## 金融
- 台中銀行大肚分行：沙田路二段778號
- 彰化銀行大肚分行：沙田路二段780號
- 三信銀行大肚分行：沙田路一段426之7號

## 文化
歷史古蹟
- 磺溪書院：建於清光緒13年（1887年）
- 追分車站

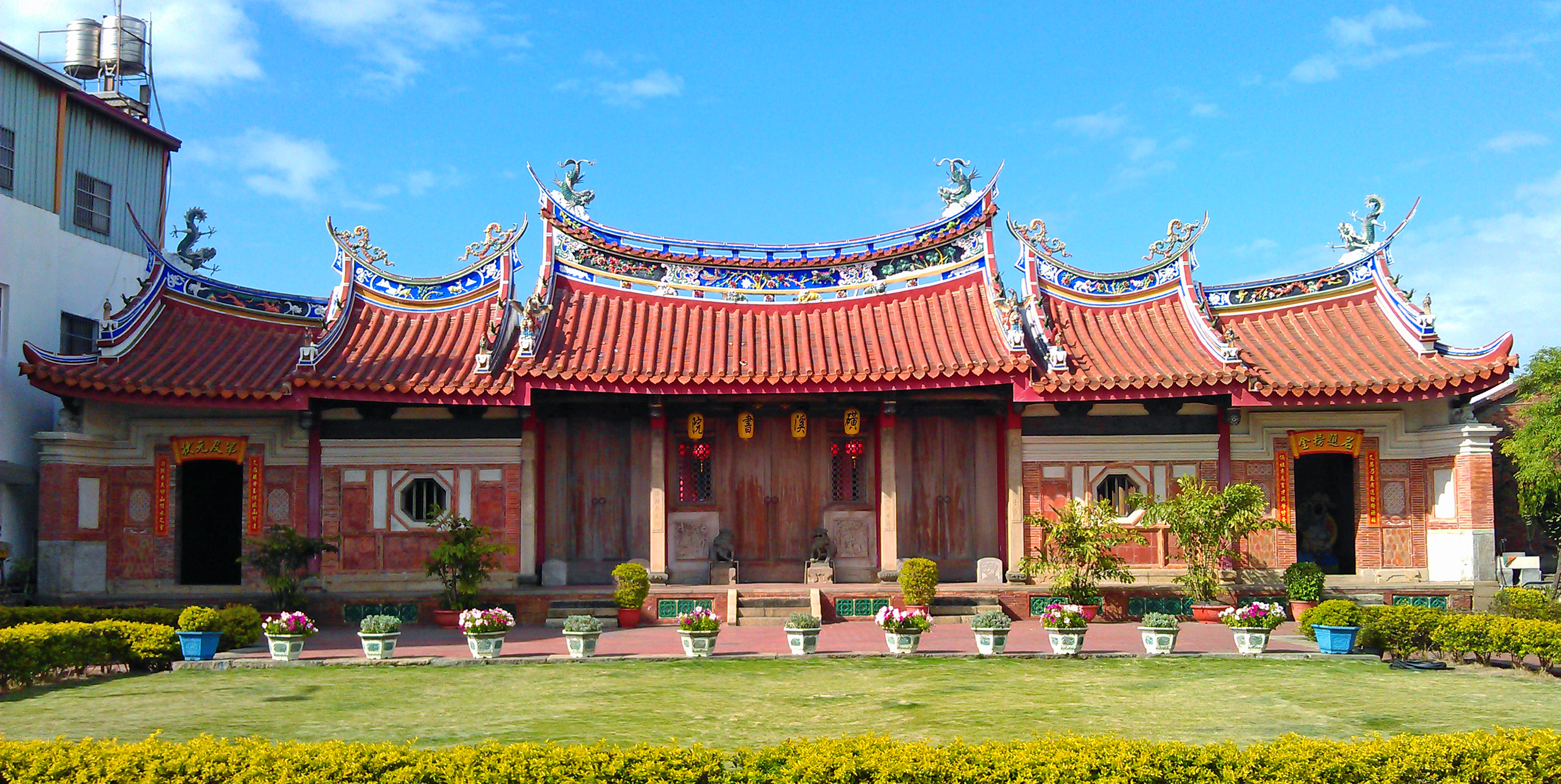
磺溪書院

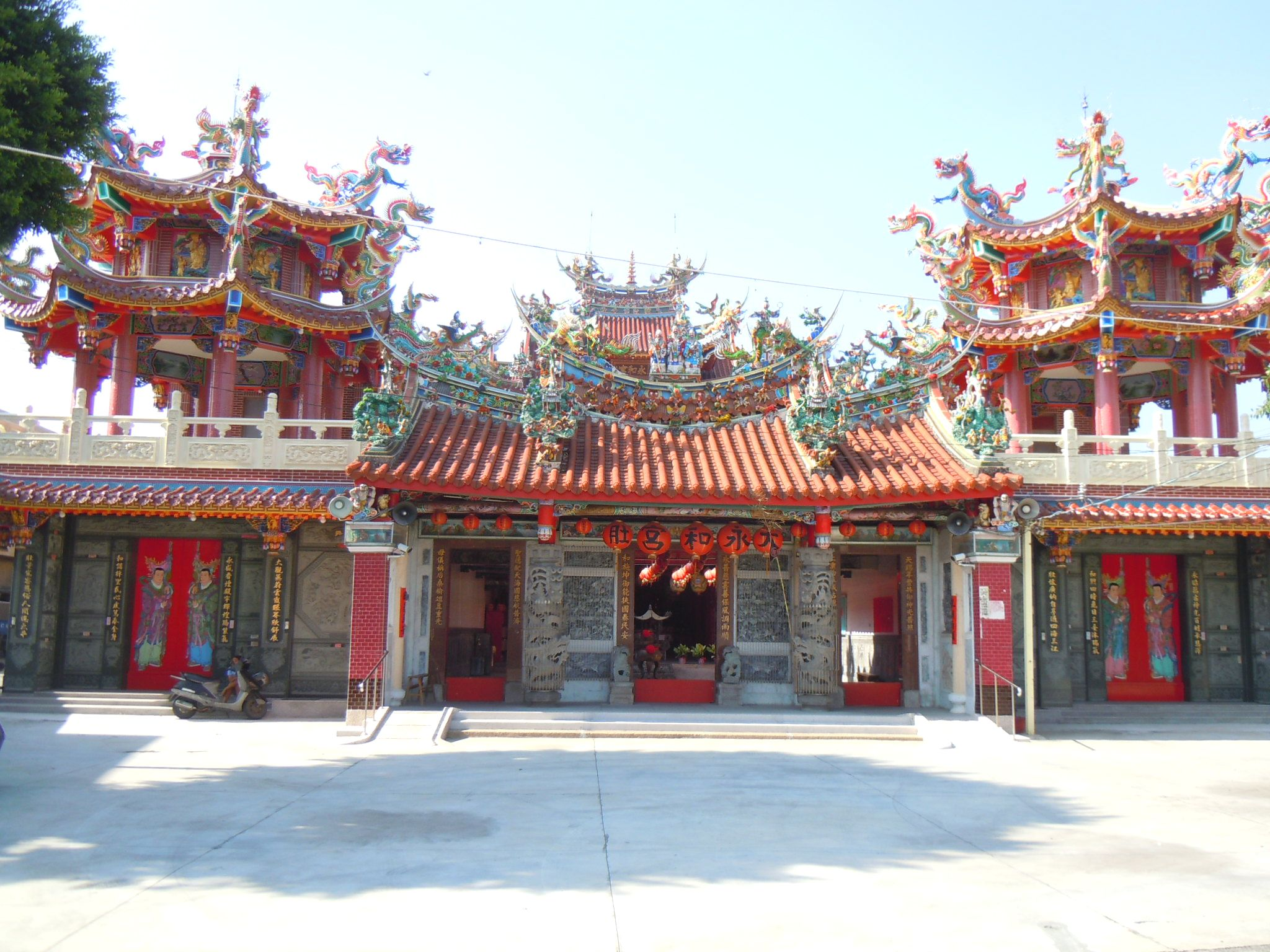
大肚下街永和宮

- 東海古堡：日治時期所興建之大型碉堡，屬歷史建築。(望高寮)
- 瑞井古井

大肚下堡二十迎媽祖活動
大肚下堡二十庄迎媽祖活動起源於清代，於每年農曆四月開始，主要遶行大肚下堡20庄頭，經行政區域調整，分屬於烏日、大肚、龍井3區，以大肚區為主體。遊行的起點為船仔頭（在今營埔里，昔為大肚溪渡口），媽祖迎自彰化南瑤宮外媽祖、彰化天后宮內媽祖、大肚頂街萬興宮頂街媽、大肚下街永和宮下街媽，並於最後一天到達頂街萬興宮。基本原則為一庄頭遊行一天，共20天。行程為：
- 初一：船仔頭（今營埔里），駐駕大肚區營埔里廣興宮。
- 初二：營埔（今營埔里），駐駕大肚區營埔里福興宮。
- 初三：籃仔頭（今中和里），駐駕大肚區中和里順安宮。
- 初四：勞胥（今烏日區榮泉里），駐駕烏日區榮泉里振興宮。
- 初五：王田（今王田里），駐駕大肚區王田里天和宮。
- 初六：山仔頂（今福山里），駐駕大肚區福山里福安宮。
- 初七：社腳，駐駕大肚區社腳里福和宮。
- 初八：大肚（今新興里、大東里、大肚里、永和里、磺溪里），駐駕大肚區永和里下街永和宮。
- 初九：汴仔頭（今永順里），駐駕大肚區永順里汴仔頭順天宮。
- 初十：崁仔頂（今永順里），駐駕大肚區永順里崁仔頂永順宮。
- 十一：寮仔（今成功里），駐駕大肚區成功里國姓廟。
- 十二：加投(庄頭)（今龍井區龍東里），駐駕龍井區龍東里茄投頭奉天宮。
- 十三：加投(下庄)（今龍井區龍西里），駐駕龍井區龍西里茄投下保安宮。
- 十四：水裡港（今龍井區麗水里），駐駕龍井區麗水里水裡港福順宮。
- 十五：海埔仔（今龍井區福田里），駐駕龍井區福田里海埔仔福成寺。
- 十六：田中央仔（今龍井區田中里），駐駕龍井區田中里田中央仔福田宮
- 十七：崙仔（今龍井區竹坑里），駐駕龍井區竹坑里崙仔龍天宮。
- 十八：竹坑（今龍井區竹坑里），駐駕龍井區竹坑竹坑朝奉宮
- 十九：山仔腳（今大肚區山陽里），駐駕大肚區山陽里活動中心
- 二十：頂街，駐駕大肚區頂街里頂街萬興宮。
- 廿一：於大肚頂街萬興宮集合廿庄信眾送駕回宮。

當地流傳的歌謠，可以說明：
- 船仔頭烏、營埔雨、籃仔爁糊糊、勞胥弄雨縫、王田燒死人、山仔頂著青驚、社腳來探聽、大肚王爺真有聖、汴仔頭近溪邊、崁仔頂孤棚戲、寮仔爬（滿）竹刺、茄投查某市、三崁店相拼戲、水裡港近海墘、海埔仔笑哈哈、田中央仔相打地、崙仔分二庄，媽祖相爭扛、竹坑龍眼宅、山仔腳石頭地、頂街人客相蓋多。

## 教育

### 國民中學
- 臺中市立大道國民中學

### 國民小學
- 臺中市大肚區大肚國民小學
- 臺中市大肚區瑞峰國民小學
- 臺中市大肚區大忠國民小學
- 臺中市大肚區山陽國民小學
- 臺中市大肚區永順國民小學
- 臺中市大肚區追分國民小學
- 臺中市大肚區瑞井國民小學

## 交通

### 鐵路
臺灣鐵路
- 海岸線：大肚車站 – 追分車站
- 成追線：追分車站

### 公路
- 國道一號
  - 189 王田王田交流道
- 國道三號：有經過但是並未設置交流道。
- 臺1線：龍井區－大肚區－王田交流道。本區境內名為沙田路，意即沙鹿到王田，為貫穿本區之主要道路。
- 市道136號：龍井區－大肚區蔗廍－南屯區

### 公車客運
- 本表更新時間為2023年2月19日。

| 路線號碼 | 營運區間                                     | 經營業者     | 備註               |
| -------- | -------------------------------------------- | ------------ | ------------------ |
| 30延     | 臺中區監理所－第一廣場－臺中區監理所         | 中鹿客運     |                    |
| 67       | 秀泰影城－臺中區監理所                       | 中鹿客運     |                    |
| 93       | 新烏日車站－大甲銅安厝                       | 臺中客運     |                    |
| 99延     | 精武車站－臺中區監理所                       | 中鹿客運     |                    |
| 105      | (延駛:龍津高中)龍山國小－四張犁國小          | 中鹿客運     | 副線：大道國中發車 |
| 180      | 沙鹿－彰化                                   | 巨業交通     |                    |
| 237      | 豐原－大肚火車站                             | 豐原客運     |                    |
| 245      | 大肚區公所－亞大醫院                         | 台中客運接手 |                    |
| 323      | 臺中火車站－臺中區監理所                     | 臺中客運     |                    |
| 325      | 臺中火車站－大肚火車站                       | 臺中客運     |                    |
| 352      | 大肚－中科管理局                             | 中鹿客運     |                    |
| 355      | 仁友停車場－臺中區監理所（遊園路）－西苑高中 | 中鹿客運     |                    |
| 617      | 臺中港旅客服務中心－仁友停車場               | 中鹿客運     |                    |

小黃公車
臺中市小黃公車是由臺中市政府交通局推動的公車系統之一，於2017年4月1日啟用，路線皆採固定時間發車且免費搭乘，乘車需於前一天預約，預約人數較多時則安排多輛計程車以提供載客服務，當中僅無臺中市市區公車行駛、停靠之路段可隨招隨停，以擴大公共運輸服務範圍至年長者、行動不便、偏遠地區、攜帶大型行李的民眾。行經大肚區的小黃公車路線有黃21路（王田至追分郵局）等1條，提供王田、福山、中和、營埔等4個里的居民搭乘。

### 公共自行車
臺中市公共自行車租賃系統（iBike）是臺中市政府推動的公共自行車租賃系統，2013年6月開始規劃建置，2014年7月18日開始營運，2017年5月16日使用次數突破一千萬人次，大肚區則於2018年6月7日正式引進YouBike1.0系統，並於2021年7月16日引進YouBike2.0系統，2023年6月28日全面停止營運YouBike1.0系統，改為僅營運YouBike2.0系統。資料截至2024年12月31日，YouBike2.0系統已於大肚區設有29個站點，並可甲地租車、乙地還車，提供民眾租借使用。

## 旅遊
- 大肚福興宮（蘇府王爺廟）
- 大肚萬興宮（飛仔媽廟）
- 大肚永和宮（湄洲媽祖廟）
- 大肚瑞安宮（軍中媽）
- 臺中蘇王會大肚金虎爺分會
- 大肚磺溪書院（文昌帝君）
- 金聖公祠（金聖公）
- 大肚萬里長城登山步道：大肚臺地西南側之保安林區，連接鄰近步道成為休閒步道系統
- 大肚環保公園
- 大肚森林公園
- 大肚自行車道
- 緬槴花老樹
- 瑞井古井
- 望高寮夜景公園

## 特產
- 小玉西瓜、哈蜜瓜、狀元瓜。

## 國際交流

### 姐妹市
| 國家                 | 城市             | 締結日期      |
| -------------------- | ---------------- | ------------- |
| 日本                 | 北榮町（鳥取縣） | 2010年7月27日 |
| 資料來源：大肚區公所 |                  |               |

## 外部連結
- 大肚區公所（页面存档备份，存于）
- 大肚區公所的Facebook專頁
- YouTube上的大肚區公所頻道